# ريكس روبنسون
ريكس روبنسون (بالإنجليزية: Rex Robinson)‏ هو لاعب كرة قدم أمريكية أمريكي، ولد في 17 مارس 1959 في ماريتا في الولايات المتحدة.